# Hiroshi Ninomiya
Hiroshi Ninomiya (二宮 寛 Ninomiya Hiroshi?,  nacido el 13 de febrero de 1937 en Tokio) es un exfutbolista japonés que se desempeñaba como delantero.

## Trayectoria

### Clubes
| Club              | País  | Año         |
| ----------------- | ----- | ----------- |
| Mitsubishi Motors | Japón | 1959 - 1968 |

### Selección nacional
Ninomiya jugó 12 veces y marcó 9 goles para la selección de fútbol de Japón entre 1958 y 1961.
| Selección | País  | Año         |
| --------- | ----- | ----------- |
| Absoluta  | Japón | 1958 - 1961 |

## Estadística de equipo nacional
| Selección de Japón | Selección de Japón | Selección de Japón |
| Año                | Part.              | Goles              |
| ------------------ | ------------------ | ------------------ |
| 1958               | 2                  | 0                  |
| 1959               | 9                  | 9                  |
| 1960               | 0                  | 0                  |
| 1961               | 1                  | 0                  |
| Total              | 12                 | 9                  |

## Palmarés

### Distinciones individuales
| Distinción                                      | Año  |
| ----------------------------------------------- | ---- |
| Inducido al Salón de la Fama del fútbol japonés | 2015 |